# Escola de Cambridge de historiografia
A Escola de Cambridge de historiografia foi uma escola de pensamento que abordou o estudo do Império Britânico do ponto de vista imperialista; este ponto de vista surgiu especialmente na Universidade de Cambridge na década de 1960. John Andrew Gallagher (1919-80) foi especialmente influente, particularmente através do seu artigo com Ronald Robinson sobre "The Imperialism of Free Trade".
Os líderes da escola incluem Anil Seal, Gordon Johnson, Richard Gordon e David A. Washbrook.

## Trabalhos seleccionados
- Gallagher, John e Ronald Robinson. "The Imperialism of Free Trade", Economic History Review (agosto de 1953) 6 # 1 pp 1-15, doi:10.1111/j.1468-0289.1953.tb01482.x in JSTOR
- Gallagher, John. Trecho e pesquisa de texto - The Decline, Revival and Fall of the British Empire (Cambridge, 1982)
- Selo de Anil, The Emergence of Indian Nationalism: Competition and Collaboration in the Later Nineteenth Century (1971)
- Gordon Johnson, Provincial Politics and Indian Nationalism: Bombay and the Indian National Congress 1880-1915 (2005)
- Rosalind O'Hanlon e David Washbrook, eds. Religious Cultures in Early Modern India: New Perspectives (2011)
- Robinson, Ronald, John Gallagher e Alice Denny. Africa and the Victorians: The Official Mind of Imperialism (1978)

## Crítica
Os críticos atacaram várias ideias da Escola. Em The New Imperial Histories Reader, Stephen Howe reuniu artigos de críticos que visam especialmente P. J. Marshall, D. K. Fieldhouse, Robinson e Gallagher, e Peter Cain e A. G. Hopkins.
Howard Spodek, por exemplo, elogia as perspectivas regionais e pluralistas da escola, mas critica a sua confiança na documentação britânica (em vez da indiana), o uso desleixado de modelos de ciências sociais, minimizando a ideologia e a sua ênfase excessiva no egoísmo indiano e a importância de iniciativas imperiais britânicas para alcançar a modernização. Ele recomenda uma apreciação mais profunda das iniciativas indianas e mais atenção à importância emergente da vida pública em muitas áreas da sociedade, em vez de apenas uma concentração na política.